# Andrew Simpson (zeiler)
Andrew Simpson MBE (Chertsey, 17 december 1976 – Baai van San Francisco, 9 mei 2013) was een Brits zeiler die op de Olympische Spelen in 2008 en 2012 met zijn skipper Iain Percy een gouden respectievelijk zilveren medaille won in de Star-klasse. Hij verongelukte tijdens een training voor de America's Cup van 2013.

## Biografie
Simpson studeerde economie aan University College London. Hij was al van zijn zesde met zeilen begonnen. Bij de selectieproeven voor de Olympische Spelen van 2000 in Sydney werd hij tweede in de Finn-klasse, na Iain Percy. Hij werd trainingspartner en goede vriend van Percy, die in die klasse op de Spelen goud won. Ze werden later een team in de tweemans Star-klasse en kwalificeerden zich voor de Olympische Spelen van 2008, waar ze de gouden medaille wonnen. In 2010 werden ze ook wereldkampioen in die klasse. Ze deden opnieuw mee aan de Olympische Spelen van 2012, waar ze vóór de laatste race de leiding hadden maar waarin het Zweedse koppel het goud wegkaapte.
Na de Spelen van 2012 mocht Simpson met zijn skipper Percy als bemanningslid mee van het Zweedse team Artemis Racing, dat aan de America's Cup van 2013 zou deelnemen.

### Overlijden
Simpson kwam in 2013 op 36-jarige leeftijd om het leven door een ongeluk in de baai van San Francisco. Tijdens een training voor de 34e America's Cup sloeg zijn boot om. Simpson kon er niet onder vandaan komen en verdronk. Het ongeval deed vragen rijzen over de veiligheid van de nieuwe AC72-klasse, AC72-klasse is een zeer snel soort catamaran.

## Palmares

### Olympische Spelen
- 2008:  met Iain Percy in Star.
- 2012:  met Iain Percy in Star.

### Wereldkampioenschappen
- 2003:  in Finn.
- 2007:  met Iain Percy in Star.
- 2010:  met Iain Percy in Star.
- 2012:  met Iain Percy in Star.

### Europese kampioenschappen
- 2001:  in Finn.
- 2007:  met Iain Percy in Star.
- 2009:  met Iain Percy in Star.